# Нютън (окръг, Арканзас)
Вижте пояснителната страница за други значения на Нютън.
Окръг Нютън (на английски: Newton County) е окръг в щата Арканзас, Съединени американски щати. Площта му е 1559 km², а населението – 8330 души (2010). Административен център е град Джаспър.